# Pszeudokód
A pszeudokód az algoritmusok és általában az eljárások leírására használt olyan mesterséges formális nyelv, mely változókból és néhány állandó jelentésű szóból („foglalt” konstansok) áll, és (szándékosan) hasonlít a számítógépes programozási nyelvekre.
Az algoritmusok egy-egy elmélet, ismeretterület egy-egy problémakörének kezelésére, megoldására használt olyan utasítássorozatok, melyekben véges sokféle (általában előre megadott, vagy az elmélet által implicite meghatározott) elemi lépés fordulhat csak elő. A pszeudokódok minden elemi lépésnek egy-egy szót, jelet, elnevezést feleltetnek meg, ezáltal alkalmasak az elemi lépések és így az egész algoritmus leírására.
A pszeudokódokat alkalmazzák például a számításelméletben vagy a matematika egyéb ágában, a mesterséges intelligencia kutatásában, és általában mindenhol, ahol bizonyos értelemben „programozni” kell, de az algoritmus megadására nem egy konkrét programozási nyelven van szükség.
Pszeudokód = „álkód”, mivel ez a leírási mód nagyon közel van a magas szintű programozási nyelvek által használt kódhoz, de egyetlen programozási nyelvvel sem azonos a formája. Mondhatjuk, hogy átmenetet képez a mondatszerű leírás és a kód (=programszöveg, forrásprogram) között. Tehát ez az emberi nyelvhez közel álló, szabályokkal kötött mondatszerű leírást jelent.

## Példa
Példa magyar nyelvű pszeudokódra:
```

<változó> = <érték>

ha <feltétel>
   akkor
      csinálj valamit;
   különben
      csinálj valami mást;

amíg <feltétel>
    csinálj valamit;

ciklus <változó> = <kezdőérték>-től <végérték>-ig <lépésköz>-zel
    csinálj valamit a változóval;

függvény <függvény neve>(<argumentumok>)
    csinálj valamit az argumentumokkal;
    térj vissza valami értékkel;

eljárás <eljárás neve>
    csinálj valamit;
  eljárás vége;

<eljárás neve>                     // Eljárás hívása
<függvény neve>(<argumentumok>)    // Függvény hívása

```